# روبرت الثاني من كابوا
روبرت الثاني (توفي 1156) كونت أفيرسا وأمير كابوا من 1127 حتى وفاته. كان الابن الوحيد وخليفة جوردان الثاني من كابوا. وفقًا للمؤرخ اللومباردي فالكو من بينيفينتو كان: «ذا تركيبة حساسة لايتحمل العمل ولا المشقة».